# 森下哲夫
森下 哲夫（もりした てつお、1945年3月2日 - 2019年2月7日）は、日本の俳優。本名は同じ。

## 人物
愛知県出身。豊田学園卒業。SKY企画、日芸プロジェクトを経て、イイジマルーム所属。身長172cm、体重67kg。血液型はB型。
趣味は料理。特技は三河弁、空手。
2019年2月7日、死去。

## 出演

### テレビドラマ

#### NHK
- 連続テレビ小説
  - 鳩子の海（1974年 - 1975年） - 国行誠二 役
  - ひまわり（1996年）
  - あぐり（1997年）
  - すずらん（1999年）
- 大河ドラマ
  - 信長 KING OF ZIPANGU（1992年） - 庄右衛門 役
  - 八代将軍吉宗（1995年） - 秋山彦太夫 役
  - 徳川慶喜（1998年） - 本多忠民 役
  - 武蔵 MUSASHI（2003年） - 荒木田氏富 役
  - 義経（2005年） - 中原兼遠 役
- 幕末未来人（1977年） - 桂小五郎 役
- 大江戸風雲伝（1994年） - 堀田正順 役
- 憲法はまだか（1997年） - 大島多蔵 役
- 御宿かわせみ（2003年） - 重兵衛 役
- 人生はフルコース（2006年）
- 陽炎の辻〜居眠り磐音 江戸双紙〜（2008年） - 若狭屋利左衛門 役
- ラストマネー -愛の値段-（2011年）
- 山女日記〜女たちは頂を目指して〜（2016年） - 宮川信一 役
- 伝七捕物帳（2016年） - 津川屋重三郎 役

#### 日本テレビ
- 快獣ブースカ 第4話「ブースカ月へ行く」（1966年） - チンピラ / 金星人 役（二役）
- パパと呼ばないで（1972年 - 1973年） - 良一 役
- 雑居時代（1973年） - 林 役
- 伝七捕物帳
  - 第24話「日本晴れ大漁節」（1974年） - 宗介 役
  - 第38話「怪談・濡れた妖刀」（1974年） - 巳之吉 役
- 白い牙 第20話「暗黒街の刑事」（1974年） - 松原刑事 役
- 俺たちの旅 第15話「男の心はかよいあうのです」（1976年） - 硝子工場職人 役
- 太陽にほえろ!
  - 第243話「その血を返せ」（1977年） - 新井秀雄 役
  - 第412話「似顔絵」（1980年） - 皆川剛史 役
  - 第482話「ラッサ熱」（1981年） - 安川浩 役
  - 第567話「純情よ、どこへゆく」（1983年） - 倉田四郎 役
  - 第611話「無口な男」（1984年） - 木田義和 役
  - 太陽にほえろ!PART2 第10話「DJ刑事・ステバチ作戦」（1987年） - 仙内裕信 役
- 気まぐれ天使 第30話「蒸発のブルース」（1977年） - 佐々木隆一 役
- 新五捕物帳
  - 第23話「日陰に咲いた花だった」（1978年） - 半助 役
  - 第59話「女がはめた罠」（1979年） - 亀吉 役
- 長七郎江戸日記 第1シリーズ（1985年）
- 誇りの報酬 第31話「狙撃者を追え!」（1986年） - 戸川組長 役
- あぶない刑事 第42話「恐怖」（1987年） - 関根義一 役
- 野望の国（1989年） - 大久保利通 役
- 八百八町夢日記 第2シリーズ（1991年） - 木戸仙十郎 役
- 水曜ドラマ
  - 禁断の果実（1994年）
  - FACE〜見知らぬ恋人〜（2001年）
  - ラストプレゼント 娘と生きる最後の夏（2004年）
- 刑事（2000年） - 石田の父 役
- 警視庁鑑識班2004（2004年） - 太田署刑事 役
- マイ☆ボス マイ☆ヒーロー（2006年） - 梶山良介 役
- みゅうの足パパにあげる（2008年） - 桜井幸雄 役
- 松本清張ドラマスペシャル・霧の旗（2010年） - 裁判長 役
- 火曜サスペンス劇場
  - 女検事・霞夕子1「予期せぬ殺人」（1985年10月15日） - 石川保 役
  - 浅見光彦ミステリー7「備後路殺人事件」（1990年1月16日） - 富永隆夫 役
  - 弁護士・朝日岳之助
    - 弁護士・朝日岳之助2「有罪率99%の壁」（1990年5月29日） - 徳岡弁護士 役
    - 弁護士・朝日岳之助23「声なき声」（2005年5月10日） - 裁判長 役

  - 刑事・鬼貫八郎2「擬装心中」（1993年11月30日） - 神奈川県警西箱根警察署 刑事
  - 松本清張スペシャル・喪失の儀礼（1994年1月18日） - 住田友芳 役
  - 二階の女（1994年8月30日） - 西川警部補 役
  - わが町
    - わが町V（1994年10月4日）
    - わが町VII（1996年10月22日）

  - 九門法律相談所4「目撃者」（1995年12月12日） - 村田刑事 役
  - 1997年殺人捜査（1997年12月30日） - 島崎達郎 役
  - 臨床心理士5（2002年1月22日） - 牛島本部長 役
  - 身辺警護12（2003年8月19日） - 根岸孝 役

#### TBS
- コメットさん 第66話「危機一発 Uターン」（1968年）
- 天皇の世紀 第一部（1971年） - 近藤了介
- ママはライバル（1973年） - 速水コーチ
- バーディー大作戦 第40話「ミイラ連続殺人事件」（1975年）
- Gメン'75 第30話「追跡と逃亡!石狩挽歌」（1975年） - 古賀俊夫
- 隠し目付参上（1976年） - 三浦屋伊之助
- 天皇の料理番（1980年） - 松川
- 水戸黄門
  - 第16部 第16話「おとぼけ駕篭屋幽霊騒動 -鳥取-」（1986年8月11日） - 荒木市之進
  - 第18部 第16話「嫁が救った唐津焼 -唐津-」（1988年12月26日） - 脇坂藤馬
  - 第35部 第9話「老公狙った百年の恨み -長崎-」（2005年12月5日） - 須藤義之介
  - 第37部 第5話「陰謀砕いた美人姫 -越後高田-」（2007年5月7日） - 根川大蔵
  - 第38部 第21話「父帰る!ここは下田の湊町・下田」（2008年6月9日） - 駿河屋徳右衛門
  - 第42部 第3話「その縁談一肌脱ぎます -上田-」（2010年10月25日） - 戸田尚之
- 金曜ドラマ
  - わたしってブスだったの?（1993年）
  - 週末婚（1999年）
  - 木更津キャッツアイ（2002年）
  - 魔王（2008年） - 熊田高広
  - オルトロスの犬（2009年） - 重久治
- 憎しみに微笑んで（1993年）
- HOTEL 第3シリーズ 第15話「ホテルの味!?」（1994年7月14日）- 久米
- ひと夏のラブレター（1996年）
- こちら第三社会部（2001年） - 谷中今朝次
- 太陽の季節（2002年） - 藤枝
- 特命!刑事どん亀（2006年） - 後藤秀則
- 三代目のヨメ!（2008年） - 桑山
- とんび（2013年） - 笹原和夫
- 女はそれを許さない（2014年） - 高橋源介
- 月曜ドラマスペシャル→月曜ミステリー劇場→月曜ゴールデン
  - 家裁調査官 晶子（1999年5月24日） - 本山巌
  - 税務調査官・窓際太郎の事件簿
    - 税務調査官・窓際太郎の事件簿3（1999年6月21日） - 大阪国税局兵庫支部支部長
    - 税務調査官・窓際太郎の事件簿13（2005年9月26日） - 梅田正雄

  - 弁護士高見沢響子6（2003年4月28日） - 裁判長
  - 流れ星お銀!事件解決いたします3（2003年8月11日） - 織川信吾
  - 弁護士・猪狩文助5「二つの遺言書」（2003年8月25日） - 大辻裁判官
  - 十津川警部シリーズ
    - 十津川警部シリーズ29「松山・道後十七文字の殺人」（2003年9月22日） - 久保田義人
    - 十津川警部シリーズ48「江ノ電に消えた女〜十津川警部への挑戦状〜」（2012年10月22日） - 神部実篤

  - 法廷サスペンスSP4「二重裁判」（2009年6月1日） - 黒沢
  - 信濃のコロンボ2「戸隠伝説殺人事件」（2014年11月24日） - 石原隆二

#### フジテレビ
- 甲州遊侠伝 おれはども安 第26話（1965年）
- 忍者部隊月光 第74話「マイティ・ロボット作戦 - 前篇 -」（1965年） - 佐伯
- ジキルとハイド 第11話「愛は罪深くとも…」（1973年） - 桜井
- 真夜中の警視 第7話「スラムの英雄日記」（1973年）
- 木曽街道いそぎ旅 第8話「妻籠宿、月に浮かんだお六櫛」（1973年） - 伊之吉
- 江戸の渦潮 第20話「くたばれ! 女蕩し」（1978年） - 卯之吉
- 大空港 第56話「爆走刑事登場 東京大スキャンダル」（1979年） - 長沢
- 雲霧仁左衛門（1979年） - 由之助
- 同心部屋御用帳 新・江戸の旋風 第10話「簪は知っていた」（1980年） - 幸次
- 旅がらす事件帖 第1話「あれが噂の道中奉行」（1980年） - 常吉
- 闇を斬れ 第11話「旗本ハイジャック」（1981年） - 大口屋芳兵衛
- 東映不思議コメディーシリーズ
  - 美少女仮面ポワトリン（1990年）
    - 第16話「新井家の守護霊」 - 守護霊・大新井様
    - 第27話「哀愁の幽霊蚊取り線香」 - 新井家のご先祖

  - 不思議少女ナイルなトトメス 第5話「人生は二度ない」（1991年） - 勉強を唆す悪魔
- 鬼平犯科帳
  - 第2シリーズ 第17話「春の淡雪」（1991年） - 平瀬の又吉
  - 第6シリーズ 第10話「おかね新五郎」（1995年） - 為吉
- 岡っ引どぶ 第1話「悪魔の小箱殺人事件」（1991年）
- ジュニア・愛の関係（1992年） - 鬼島信也 役
- じゃじゃ馬ならし (テレビドラマ)（1993年） - 山際専務 役
- ダブルマザー（1995年）
- 正義は勝つ（1995年） - 亀井修 役
- ナースのお仕事 パート1（1996年） - 東俊彦 役
- 古畑任三郎1996年3月27日 第24回「しばしのお別れ」- 大河内
- ギフト 第9話（1997年） - レポーター
- こんな恋のはなし（1997年）
- 甘い結婚（1998年）
- タブロイド（1998年）
- 眠れる森（1998年） - 佐倉秘書 役
- 剣客商売 第1シリーズ（1998年） - 桔梗屋 役
- イマジン（2000年） - 杉本部長 役
- 女優・杏子（2001年） - 大海千乃の父 役
- HERO 第1期（2001年） - 九条弘之 役
- 母の告白（2002年） - 財前本部長 役
- 美女か野獣（2003年） - 藤堂誠一 役
- 大奥（2003年） - 島津忠剛 役
- 新・風のロンド（2006年） - 有沢正己 役
- 土曜プレミアム / 島根の弁護士（2007年） - 橋本正一 役
- CHANGE（2008年）
- 33分探偵（2009年） - 倉吉光男 役
- 不毛地帯（2009年） - 正岡仁 役
- 誰かが嘘をついている（2009年） - 秋山裁判長 役
- 花嫁のれん（2010年） - 岡島昭三 役
- BOSS 2ndシーズン（2011年） - 森下
- 鈴子の恋（2012年） - 斎藤源治 役
- ストロベリーナイト（2012年） - 水沢祐介 役
- プラチナエイジ（2015年） - 中里光憲 役
- 別れたら好きな人（2015年） - 桐島秀一 役
- 世にも奇妙な物語
  - 「マンホール」
- 金曜エンタテイメント→金曜プレステージ
  - OL三人旅シリーズ2「飛騨高山湯けむり殺人」（1991年） - 津山武夫 役
  - サラリーマン刑事3（2000年） - 藤森刑事課長 役
  - 着物デザイナー 黛涼子の推理紀行1「姫路・千姫伝説殺人事件」（2000年） - 藤堂栄作 役
  - 浅見光彦シリーズ17「秋田殺人事件」（2003年） - 石橋刑事課長 役
  - 星に願いを〜七畳間で生まれた410万の星〜（2005年） - 大平春雄 役
  - 津軽海峡ミステリー航路5（2006年） - 岩見教諭 役
  - ドクター小石の事件カルテ6「異物」（2009年） - 飯塚院長 役
  - 医療捜査官 財前一二三3（2012年） - 大原教授 役
  - 小京都連続殺人事件2（2012年） - 川部惚介 役

#### テレビ朝日
- 特別機動捜査隊 第277話「春の波紋」（1967年）
- 鬼平犯科帳'69 第33話「鬼坊主の花」（1970年） - 六太郎
- 半七捕物帳 第6話（1971年）
- 破れ傘刀舟悪人狩り
  - 第80話「地獄の野良犬」（1976年） - 新三
  - 第124話「あだ花無情」（1977年） - 政吉
- 徳川三国志 第23話「江戸の毒を斬れ！」（1976年） - 政吉
- 必殺シリーズ
  - 新・必殺仕置人（1977年）
    - 第6話「偽善無用」 - 佐吉
    - 第14話「男狩無用」 - 新三郎
    - 第39話「流行無用」 - 宇之助

  - 翔べ! 必殺うらごろし 第10話「女は子供を他人の腹に移して死んだ」（1978年） - 佐吉
  - 必殺渡し人 第10話「湯女風呂で渡します」（1983年） - 仙蔵
  - 必殺仕切人 第7話「もしも九官鳥が秘密をしゃべったら」（1984年） - 宝春八郎
  - 必殺仕事人V 第13話「主水、ヒヒ退治する」（1985年） - 伝次
- 人形佐七捕物帳 第5話「遺恨十年逆十手」（1977年） - 朝吉
- 江戸の鷹 御用部屋犯科帖 第35話「策謀!女賊の罠」（1978年） - 水町弥一郎
- 破れ新九郎 第1話「砂塵の町に来た男」（1978年）
- 特捜最前線 第146話「殉職I・津上刑事よ永遠に!」（1980年） - 山崎
- 赤かぶ検事奮戦記III 第9話「くだけ散った荻焼き」（1983年） - 荻村光夫
- ザ・ハングマンシリーズ
  - ザ・ハングマン4 第18話「さらわれた令嬢が乱暴される!」（1985年） - 武本靖夫（東陽興産専務秘書）
  - ザ・ハングマンV 第23話「人妻パピヨンが拳銃屋をラブハントする!」（1986年） - 桜井 ※森下哲矢と誤表記
  - ザ・ハングマン6 第5話「焼き鳥風に火あぶりにしろ!」（1987年） - 岩瀬社長（ジィ・アイ・ツーリスト）
- 代表取締役刑事（1991年）
- 法医学教室の事件ファイル
  - 第1シリーズ 第1話「女医の対決! 血液型の謎」（1992年） - 石清水守 役
  - 第2シリーズ 第1話「死体の復讐!? 女医の挑戦」（1993年） - 山形 役
- 豆腐屋直次郎の裏の顔（1992年）
- 火曜ドラマ / お父さんは心配症（1994年）
- 彼と彼女の事情（1994年）
- スーパー戦隊シリーズ
  - 電磁戦隊メガレンジャー（1997年2月14日 - 1998年2月15日） - Dr.ヒネラー 役
  - 轟轟戦隊ボウケンジャー Task37「憧れの芸能界」（2006年11月12日） - 丹原敏郎 役
  - 侍戦隊シンケンジャー - 榊原藤次 役
    - 第三十二幕「牛折神」（2009年10月4日）
    - 第三十三幕「猛牛大王」（2009年10月11日）
- はぐれ刑事純情派 第10シリーズ 第1話「母と娘10年目の再会！南紀・房総、二つの勝浦を結ぶ殺意」（1997年） - 板倉毅 役
- びんぼう同心御用帳 第7話「娘義太夫」（1998年） - 大崎修理 役
- はみだし刑事情熱系
  - PART4 第22話「留置場に入った兵吾 恋するサギ師の涙！」（2000年3月15日） - 金谷剛 役
  - クリスマススペシャル（2003年12月24日） - 桑畑茂 役
- YASHA-夜叉-（2000年） - 篠原教授 役
- つぐみへ…〜小さな命を忘れない〜（2000年）
- 暴れん坊将軍シリーズ
  - 暴れん坊将軍X 第8話「大岡裁きで生き地獄を見た女!私を死罪に…」（2000年） - 治兵衛
  - 暴れん坊将軍XI 第19話「天下無敵の悪党退治!」（2001年） - 稲村弾正 役
- ひまわり〜桶川女子大生ストーカー殺人事件〜（2003年） - 田辺良輔 役
- 相棒
  - season3 - 麹町東署 署長
    - 第4話「女優〜前編〜」（2004年11月10日）
    - 第5話「女優〜後編〜」（2004年11月24日）

  - season5 第17話「女王の宮殿」（2007年2月14日） - 棟方学 役
  - season8 第16話「隠されていた顔」（2010年2月17日） - 鶴見秀雄 役
- けものみち（2006年） - 赤星医師 役
- 八丁堀の七人 第7シリーズ 第1話「八兵衛左遷! 鬼与力が北町を分断!?」（2006年1月16日） - 越乃屋宗右衛門 役
- 7人の女弁護士 第1シリーズ 第8話「"氷の女検事"が隠した密室殺人トリック!?」（2006年6月1日）
- 警視庁捜査一課9係
  - 警視庁捜査一課9係 season2 第4話「楽園の悪魔」（2007年5月16日） - 高村伸一郎 役
  - 警視庁捜査一課9係 season11 第1話「最強の宿敵、登場！死んだクマ男の秘密・幻の青いチューリップに宿る殺意！」（2016年4月6日） - 広木琢也 役
- 敵は本能寺にあり（2007年） - 吉田兼見 役
- 素浪人 月影兵庫 第6話「おっ母さんが現れた兵庫の剣と半次の涙」（2007年8月28日） - 大田主膳 役
- キミ犯人じゃないよね? 第3話「麗しきダイイングメッセージの彼女」（2008年4月25日） - 三条郁夫 役
- おみやさん 第6シリーズ 第7話「晩秋〜初冬…古都の旅情が呼ぶ殺意！京町家を包む復讐の炎!!」（2008年12月18日） - 竹本雄三 役
- 京都地検の女 第5シリーズ 第5話「暴走する事務官…老舗旅館に潜む罠!!」（2009年5月21日） - 曽根英一 役
- 交渉人〜THE NEGOTIATOR〜（2009年） - 大賀浩一郎 役
- 崖っぷちのエリー（2010年）
- 私の嫌いな探偵 第6話「七つのビールケースの問題」（2014年2月21日） - 木戸慶助 役
- TEAM -警視庁特別犯罪捜査本部-（2014年） - 神沢周作 役
- 科捜研の女 season 13 - 山路肇 役
  - 第15話「最終章〜偽装された火災!? 疑惑の焼死体…乱れた弾性繊維の秘密 禁じられた遺体解剖」（2014年3月6日）
  - 最終話「逆転の新事実！火災+転落死、偽装工作の罠!! ポリグラフ検査が負ける時…」（2014年3月13日）
- 最後の証人（2015年） - 小菅副署長 役
- 家政夫のミタゾノ 第1シリーズ 第4話「VS後妻業のオンナ!? 40歳下の若妻の秘密…下着に隠す10億円!!」（2016年11月11日） - 勅使河原忠 役
- 土曜ワイド劇場
  - タクシードライバーの推理日誌
    - タクシードライバーの推理日誌1（1992年） - 水木良平 役
    - タクシードライバーの推理日誌33（2013年） - 浜本正 役

  - 尼さん探偵事件帖5（1994年） - 良庵 役
  - 夜間検証「美人キャスター殺人事件」（1997年）
  - 法医学教室の事件ファイル7（1998年） - 大滝進 役
  - 警視庁女性捜査班1（1999年） - 刑事
  - 車椅子の弁護士・水島威6（1999年7月3日） - 櫻井陽一 役
  - 京都マル秘仕事人1「京都マル秘仕置帖」（1999年） - 稲葉浩 役
  - 変装捜査官・麻生ゆき（2000 - 2002年） - 加納刑事課長 役
  - はみだし弁護士・巽志郎6（2002年） - 島津隆 役
  - 事件10（2003年） - 裁判長
  - 混浴露天風呂連続殺人23（2003年） - 久保田刑事 役
  - キソウの女2（2005年） - 磯上昌平 役
  - 西村京太郎トラベルミステリー46「秋田新幹線・こまち連続殺人!」（2006年） - 戸塚進一郎 役
  - ショカツの女1 新宿西署　刑事課強行犯係（2007年） - 黒井忠志 役
  - 新聞記者・鶴巻吾郎2（2008年） - 平野和博 役
  - 松本清張生誕100年特別企画 疑惑（2009年）
  - 弁護士・森江春策の事件2（2010年） - 金子裁判長 役

#### テレビ東京
- 大江戸捜査網
  - 第249話「美女誘拐 恐怖の逢引き」（1978年） - 銀造
  - 第590話「尼僧乱れ肌 首なし死体の謎」（1983年） - 平尾左内
  - 第621話「孤島に燃える! 悲恋の挽歌」（1983年） - 林田半平太
  - 第636話「宿命の絆 父と娘の別れ唄」（1984年） - 倉田信之助
  - 平成版 第2シリーズ 第4話「父上が残した謎を追え!」（1991年） - 藤崎玄十郎 役
- あばれ八州御用旅 第1シリーズ（1990年） - 市川徳次郎 役
- 幕府お耳役檜十三郎 第6話「大名馬鹿・罠にかかった六万石」（1991年）
- 付き馬屋おえん事件帳
  - 第2シリーズ 第11話「親指百両」（1993年） - 富五郎 役
  - 第3シリーズ 第4話「女郎になった妻」（1995年） - 巳之助 役
- 女系家族（1994年）
- 事件・市民の判決（1996年）
- 12時間超ワイドドラマ→新春ワイド時代劇
  - 海にかける虹〜山本五十六と日本海軍（1983年） - 溝田主一 役
  - 炎の奉行 大岡越前守（1997年） - 徳川家宣 役
  - 国盗り物語（2005年） - 青山信昌 役
  - 忠臣蔵 瑤泉院の陰謀（2007年） - 千馬三郎兵衛 役
- よろずや平四郎活人剣（2007年） - 土井利位 役
- Cafe吉祥寺で（2008年） - 安藤老人 役
- MUSICAL3（2010年） - 西園寺幸之助 役
- IS（アイエス）〜男でも女でもない性〜（2011年） - 小宮山啓二 役
- 女と愛とミステリー→水曜ミステリー9
  - 監察医・篠宮葉月 死体は語る
    - 監察医・篠宮葉月 死体は語る6（2005年） - 三枝院長 役
    - 監察医・篠宮葉月 死体は語る11（2012年） - 坂東義彦 役

  - 松本清張特別企画・聞かなかった場所（2011年） - 厚生福祉省大臣
  - 密会の宿8「北鎌倉心中 死ねなかった女」（2011年） - 清水雅鳳 役
  - みちのく麺食い記者 宮沢賢一郎1「佐渡・酒田 殺人航路」（2012年） - 篠山光悦 役

#### WOWOW
- 誘拐（2009年、ドラマW）
- パンドラIII革命前夜（2011年、連続ドラマW）

### 映画
- 喜劇 爬虫類（1968年） - 坊や（佐倉）
- 海軍特別年少兵（1972年） - 山中中尉
- 日本沈没（1973年） - 老人の息子
- 告訴せず（1975年） - 平仙物産の社員
- 子育てごっこ（1979年）
- 青春の門（1982年）
- 疑惑（1982年） - 交通課警官
- 刑事物語シリーズ（1982年 - 1987年）
- 掌の小説（2010年）・第2話「有難う」
- 劇場版TRICK 霊能力者バトルロイヤル（2010年5月8日、東宝）

### OV
- ダウンタウン・ガールズ
- 電磁戦隊メガレンジャーVSカーレンジャー（1998年） - Dr.ヒネラー

### 舞台
- 旅立ち（1975年）

### その他
- クイズ!脳ベルSHOW